# Fiat Croma (2005)
La Fiat Croma (nome in codice Tipo 194) è un modello di automobile costruito dalla casa automobilistica italiana FIAT dal maggio 2005 al 2 dicembre 2010 negli stabilimenti Fiat di Cassino nel Lazio.
La Croma, che riprende la denominazione commerciale dell'omonimo modello prodotto negli anni ottanta e novanta, è una vettura con carrozzeria familiare realizzata in collaborazione con la casa automobilistica tedesca Opel, che ha sviluppato la piattaforma Epsilon I su cui l'auto è impostata.

## Il contesto
Presentata al Salone dell'automobile di Ginevra del 2005, la Croma costituisce il ritorno del marchio Fiat nel segmento delle grandi vetture del mercato europeo, settore nel quale ha tentato di imporsi con una gamma che, priva delle classiche versioni berlina a 3 volumi e 4 porte, era costituita da un'unica versione con carrozzeria due volumi, grande bagagliaio e altezza elevata. Una soluzione che unisce i caratteri tipici delle due volumi compatte, delle station wagon e infine delle monovolume, rientrando nel settore dei cosiddetti "crossover", termine con cui vengono indicati tutti quei veicoli che uniscono caratteristiche tipiche di più generi "classici" di vetture. Questa atipicità della carrozzeria fu sottolineata dalla casa costruttrice, che la indicava come "Comfort Wagon".
Il design della prima versione è stato curato dall'Italdesign Giugiaro, sfruttando la citata piattaforma Epsilon I. Questa è stata sviluppata dai tecnici General Motors agli inizi del 2000 per adattarsi a vetture di classe media con differente vocazione; infatti è stata utilizzata sia da vetture dal carattere sportivo, come la Saab 9-3 Mk2, che da vetture votate al comfort quali la Opel Vectra e la sua derivata Signum, dalle quali la Croma eredita numerosi organi meccanici e motorizzazioni.
Indicata informalmente come Fiat Large fino a pochi mesi prima del lancio, ha poi assunto la denominazione "Croma" per rievocare l'auto che negli anni ottanta e novanta caratterizzò l'alta gamma del marchio Fiat. Vi sono però affinità e differenze significative tra i due modelli: tra le prime si possono notare la disponibilità di una sola versione di carrozzeria, lo spirito votato al comfort e alla praticità, la presenza del portellone. La prima Croma però si presentava come una classica berlina tre volumi (anche se aveva il portellone posteriore) e convenzionalmente era inserita nel segmento E del mercato automobilistico; la Croma del 2005, invece, è sostanzialmente una vettura di segmento D.

## Caratteristiche

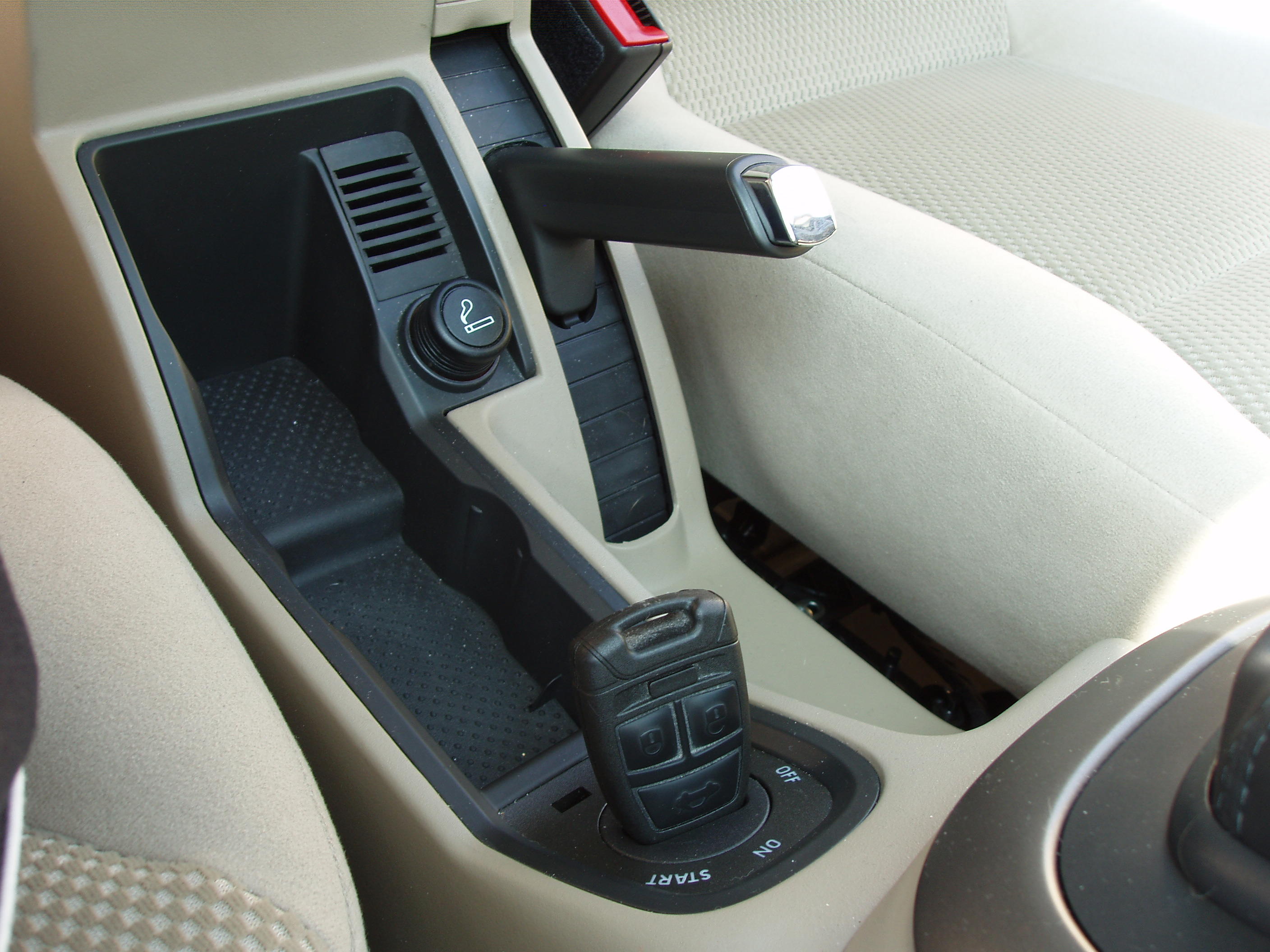
Particolare degli interni

La vettura venne concepita per rispondere alle esigenze degli automobilisti interessati a una vettura versatile e spaziosa, adatta alla famiglia. La forma della carrozzeria con tetto più alto ha permesso di ottenere un abitacolo più grande e accessibile, grazie al pavimento piatto e rialzato e al "punto H" (corrispondente all'anca) dei passeggeri anteriori e posteriori più alto della media delle berline. Il cambio era in posizione rialzato sulla plancia e la chiave di avviamento era posizionata nel tunnel centrale; quest'ultima soluzione tecnica è stata utilizzata da svariati decenni dalla casa automobilistica Saab, perciò se ne intuisce la chiara derivazione. Il bagagliaio possiede un volume minimo pari a 500 litri. Il coefficiente di resistenza aerodinamica è pari a 0,28.
La dotazione di dispositivi di cui la Croma poteva essere equipaggiata comprendeva tra gli altri: climatizzatore automatico bi-zona, cruise control, navigatore satellitare, nove airbag, vivavoce Bluetooth, lettore DVD per i passeggeri posteriori e cambio automatico sequenziale.
La motorizzazione di punta era costituita da un diesel 2,4 litri Multijet da 200 CV abbinato al cambio automatico sequenziale 6 rapporti prodotto dall'Aisin.
Nel campo della sicurezza la Croma disponeva fino a nove airbag, di cui 7 sempre di serie (anteriori a doppio stadio di attivazione, laterali e window bag che proteggono anche i posti posteriori e knee bag per il guidatore); cinture di sicurezza con pre-tensionatore e limitatore di carico e quelle posteriori a tre punti compreso il posto centrale. Inoltre adotta di serie l'ABS e l'ESP, completo di Hill holder per l'ausilio nelle partenze in salita.

## Allestimenti

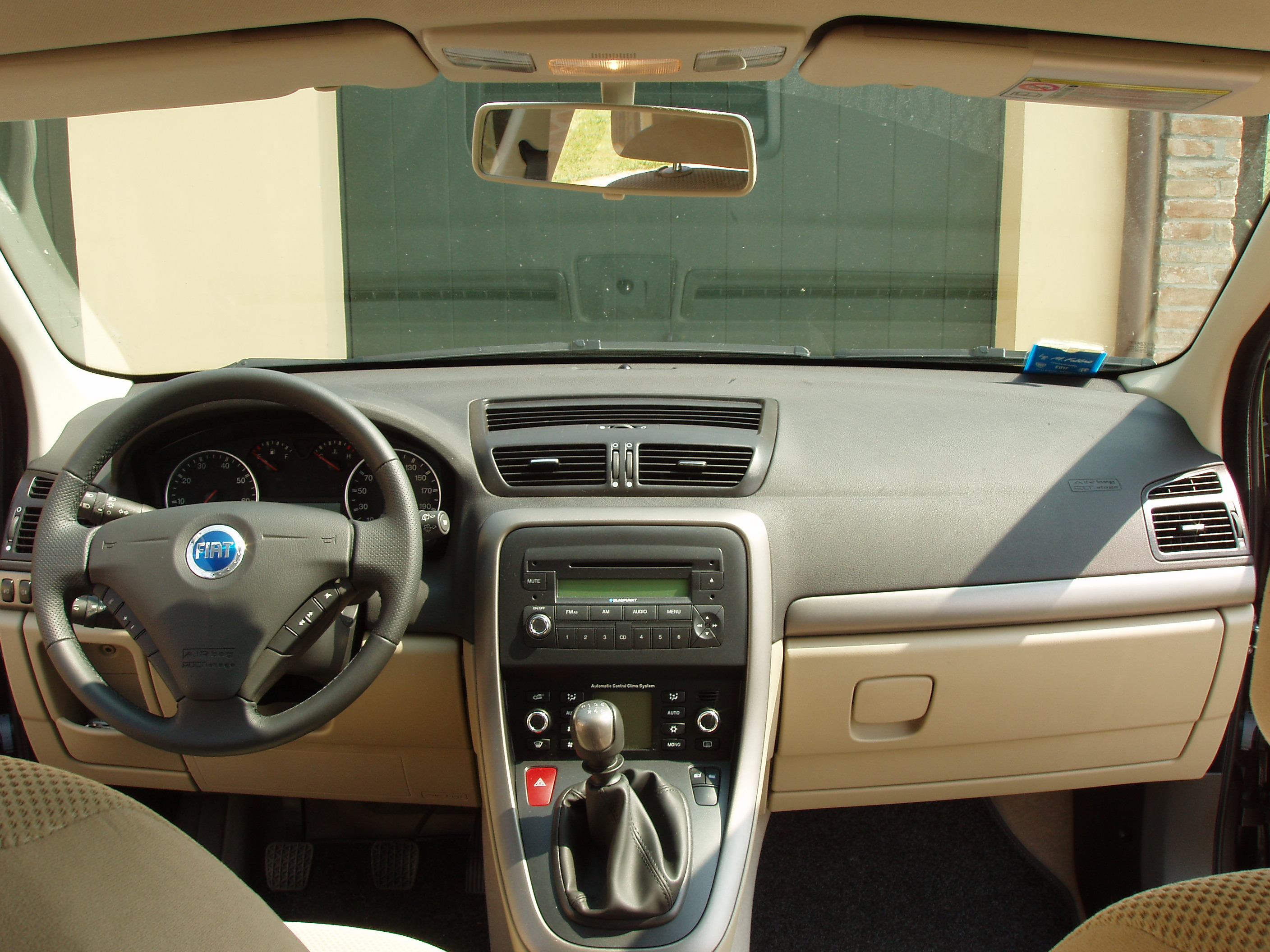
Interni della Croma, anche questi firmati da Giugiaro

Veniva offerta in sei allestimenti (Classic, Active, Dynamic, Dynamic Skyline, Emotion e Must), riconoscibili in base agli accessori installati; tra i principali il cold box, i vetri elettrici anteriori e posteriori, la radio CD e il sistema "Abracadabra", un doppio fondo nel baule con due posizioni, che garantisce uno spazio aggiuntivo chiuso e un piano di carico piatto con i sedili posteriori abbassati quando in posizione rialzato, oppure un baule di grandi dimensioni maggiormente sfruttabile quando abbassato.

## Aggiornamenti

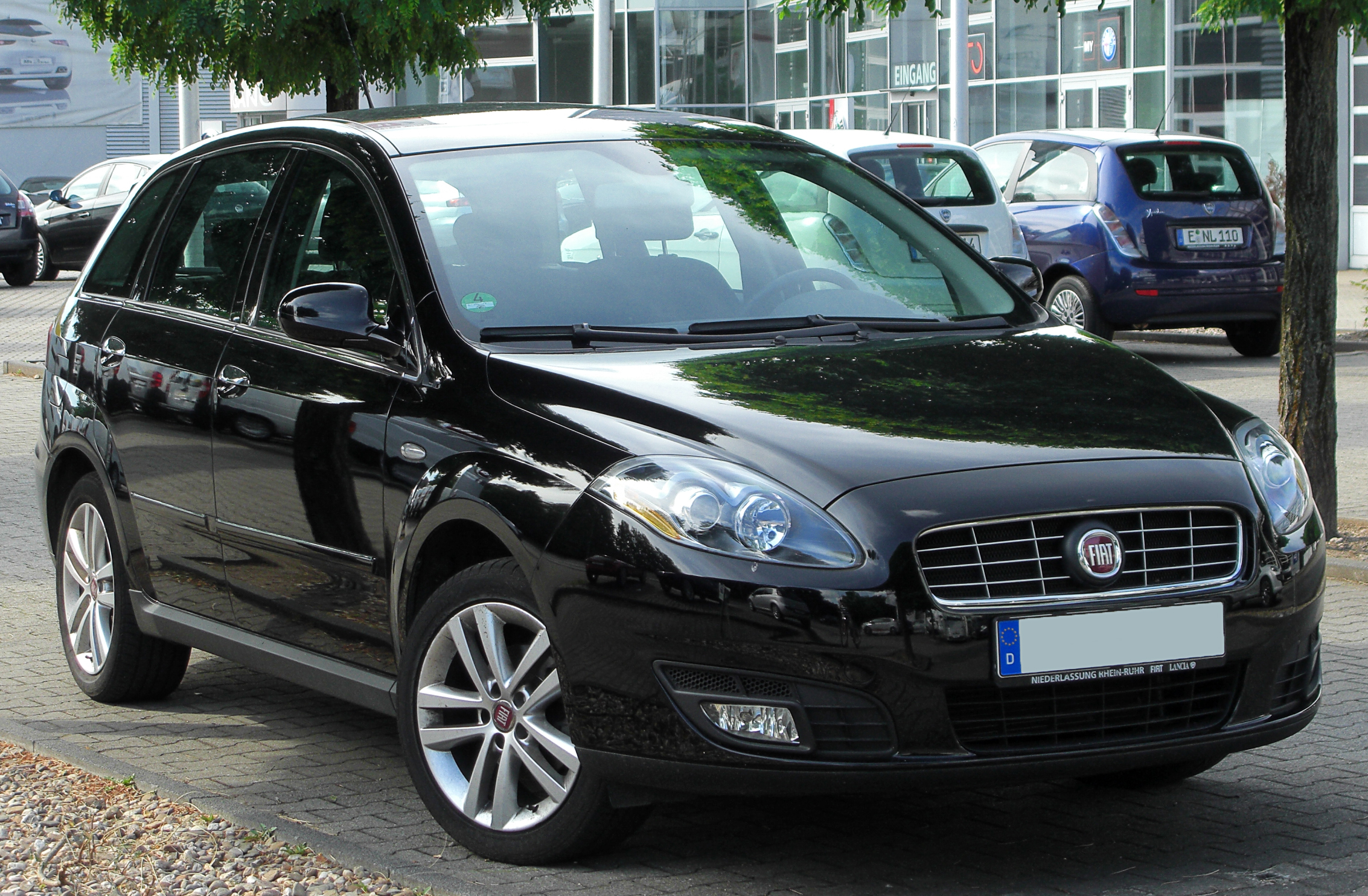
Frontale della nuova Croma dopo il restyling del 2007

Nel novembre 2007 il modello è stato oggetto di un profondo restyling, che ha introdotto un nuovo frontale simile alla Fiat Bravo disegnato dal Centro Stile Fiat, nuovi profili cromati e un inedito paraurti posteriore, oltre ad alcune variazioni negli allestimenti, nei motori e nella meccanica.
Con l'aggiornamento Fiat ha abbandonato la definizione Comfort Wagon, indicando la vettura semplicemente come station wagon durante la presentazione, mentre nel 2009 ha introdotto il termine pubblicitario Living Wagon.

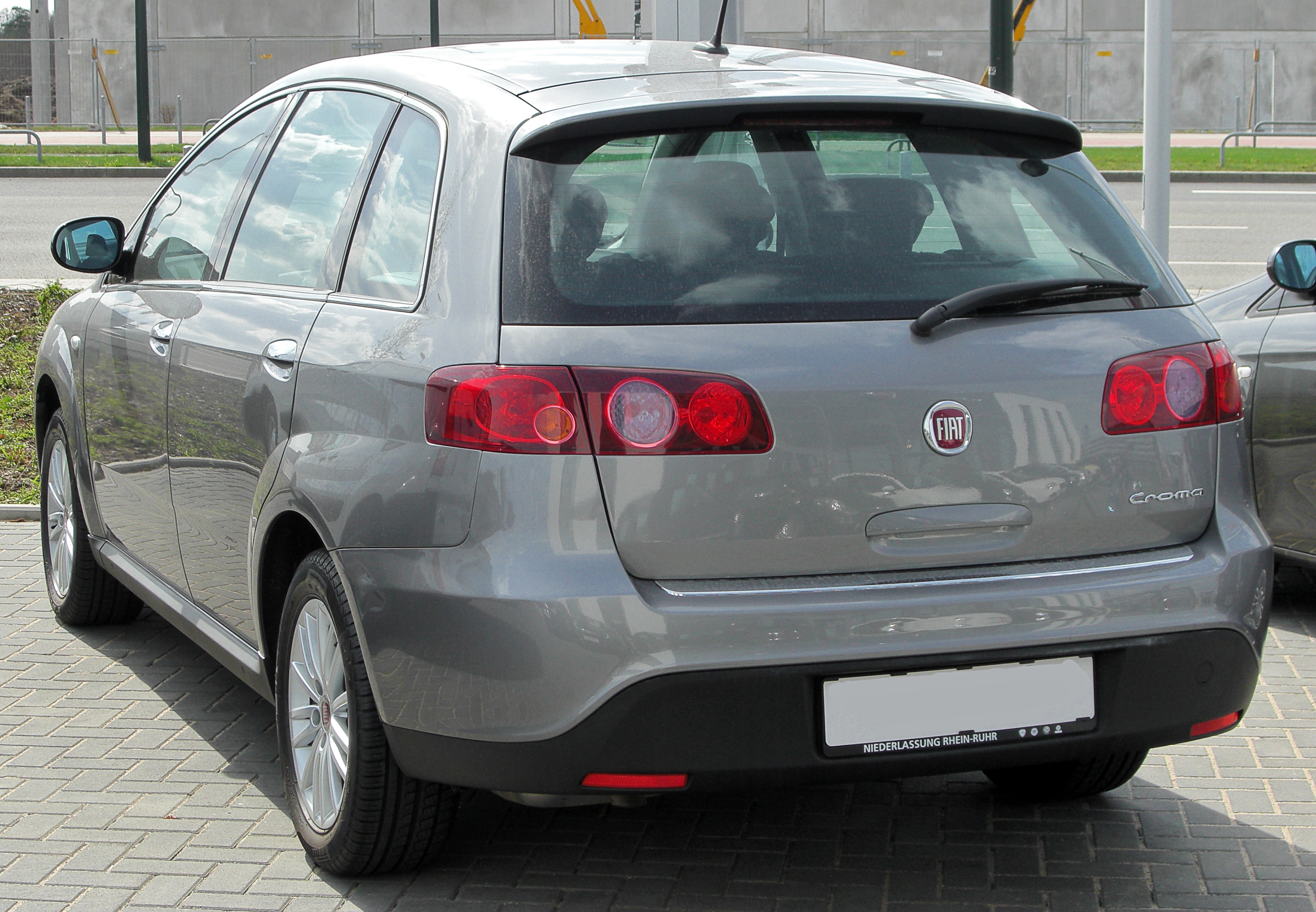
Retro della Croma ristilizzata

Nel novembre 2008 alla gamma si è aggiunta una versione equipaggiata con un propulsore 1.9 Multijet da 120 CV denominata PurO2, caratterizzata da basse emissioni di anidride carbonica dovute ai rapporti del cambio allungati.

## Motorizzazioni
La Croma ha utilizzato una gamma di cinque propulsori, di cui due benzina e tre turbodiesel. I motori benzina, della famiglia Ecotec, erano prodotti dalla GM negli stabilimenti di Kaiserslautern (Germania) e Szentgotthárd (Ungheria). La trasmissione per la motorizzazione da 1,8 litri è costituita esclusivamente da un cambio manuale a cinque rapporti, mentre per il 2,2 litri era disponibile un cambio manuale a cinque rapporti oppure, in opzione a pagamento, un automatico a sei rapporti.
I propulsori diesel, prodotti a Pratola Serra dalla Fiat, sono i "Multijet" adottati da numerosi modelli italiani ed esteri. Il cambio per le motorizzazioni da 1,9 litri è un manuale a sei rapporti, mentre in opzione è disponibile un automatico sequenziale a sei rapporti per la versione da 150 CV. Il motore 2.4 Multijet è abbinato ad un cambio automatico a sei marce.
| Fiat Croma            |                            |                              |                |                 |                      |                      |                     |                      |
| Modello               | Disponibilità              | Motore                       | Cilindrata cm³ | Potenza         | Emissioni CO2 (g/Km) | 0–100 km/h (secondi) | Velocità max (Km/h) | Consumo medio (Km/l) |
| 1.8 Ecotec 16V        | dal debutto                | 4 cilindri in linea, Benzina | 1.796          | 103 kW (140 CV) | 173                  | 10,2                 | 206                 | 13,5                 |
| 2.2 Ecotec 16V        | dal debutto al 2007        | 4 cilindri in linea, Benzina | 2.198          | 108 kW (147 CV) | 199                  | 10,1                 | 210                 | 11,9                 |
| 2.2 Ecotec 16V auto   | dal debutto al 2007        | 4 cilindri in linea, Benzina | 2.198          | 108 kW (147 CV) | 222                  | 10,7                 | 205                 | 10,7                 |
| 1.9 Multijet 8V       | dal debutto                | 4 cilindri in linea, Diesel  | 1.910          | 88 kW (120 CV)  | 157                  | 11,3                 | 195                 | 16,4                 |
| 1.9 Multijet PurO2 8V | dal 2008 ad aprile 2010    | 4 cilindri in linea, Diesel  | 1.910          | 88 kW (120 CV)  | 140                  | 11,3                 | 195                 | 18,8                 |
| 1.9 Multijet 16V      | dal debutto                | 4 cilindri in linea, Diesel  | 1.910          | 110 kW (150 CV) | 157                  | 9,6                  | 210                 | 16,4                 |
| 1.9 Multijet 16V auto | dal debutto                | 4 cilindri in linea, Diesel  | 1.910          | 110 kW (150 CV) | 187                  | 9,9                  | 205                 | 14,5                 |
| 2.4 Multijet 20V auto | dal debutto ad aprile 2010 | 5 cilindri in linea, Diesel  | 2.387          | 147 kW (200 CV) | 191                  | 8,5                  | 216                 | 13,9                 |